# HMS Antelope (H36)
«Антілоуп» (H36) (англ. HMS Antelope (H36) — військовий корабель, ескадрений міноносець типу «A» Королівського військово-морського флоту Великої Британії за часів Другої світової війни.
«Антілоуп» був закладений 11 липня 1928 на верфі компанії Hawthorn Leslie and Company у Геббурні. 20 лютого 1930 увійшов до складу Королівських ВМС Великої Британії. За часів Другої світової війни есмінець потопив 3 ворожі підводні човни; брав участь у низці операцій, зокрема у висадці морського десанту в Північній Африці.

## Дизайн, конструкція та озброєння
Ескадрений міноносець «Антілоуп» належав до класу ескадрених міноносців типу «A», що випускалися британськими суднобудівельними компаніями наприкінці 1920-х років за досвідом Першої світової війни. Вартість корабля склала £ 226 313, за винятком озброєння та деякого оснащення.
Корпус корабля мав загальну довжину між перпендикулярами — 98,5 м, бімс — 9,8 м та осадку до 3,7 м. Водотоннажність бойового корабля становила: стандартна — 1350 та повна — 1765 довгих тонн відповідно. Корпус корабля мав десять водонепроникних поперечних перегородок.
Головна енергетична установка становила три триколекторні Адміралтейських котли з пароперегрівником і два одноступінчатих редуктора, дві двокорпусні парових турбіни Parsons. Дві турбіни (високого і низького тиску) і редуктор становили турбозубчатий агрегат. Розміщення ГЕУ — лінійне. Котли розміщувалися в ізольованих відсіках, турбіни — у загальному машинному відділенні, при цьому були відокремлені від турбін водонепроникною перегородкою. Робочий тиск пару — 21 кгс/см² (20,5 атм.), температура — 316 °С (600 °F).
Проектна потужність становила 34 000 к. с. (25 000 кВт), що мало забезпечити максимальну швидкість ходу (при повному навантаженні) в 35 вузлів (65 км/год). Запас палива зберігався в паливних танках, ємністю 388—390 тонн мазуту, що забезпечувало дальність плавання 4080 миль (7560 км) 15-вузловим ходом (28 км/год). Екіпаж корабля становив 138 офіцерів та матросів у мирний час та 162 — у воєнний час.
Корабельна артилерія головного калібру (ГК) у есмінця HMS «Антілоуп»: чотири 120-мм універсальних швидкострільних гармат QF Mark IX з довжиною ствола 45 калібрів у поодиноких установках CP XVII на центральній осі корабля, що утворювали дві передні та дві кормові вогневі позиції. Максимальний кут піднесення +40°, зниження на −10°. Маса снаряда 23 кг, початкова швидкість — 810 м/с. Гармати мали швидкострільність 10—12 пострілів на хвилину на відстань до 15,5 км. Боєзапас становив 190 пострілів на ствол.
Основу зенітного озброєння становили дві 40-мм автоматичні зенітні гармати QF 2 Mark II та боєзапасом 500 снарядів на зенітну установку.
Торпедне озброєння складалося з двох 21-дюймових (533-мм) чотиритрубних торпедних апаратів, що розташовувалися в кормовій частині корпусу на осьовій лінії. Есмінець також мав шість напрямних для скидання глибинних бомб.
У 1941 році озброєння корабля зазнало значної модернізації, одна з 120-мм універсальних швидкострільних гармат та кормовий торпедний апарат були демонтовані. Замість установки торпедного апарату встановили 76-мм зенітну гармату й дві 20-мм автоматичні установки «Ерлікон» (згодом їх кількість збільшили до 4) та посилили протичовнове озброєння, встановивши скидачі на одночасне скидання 10 глибинних бомб (запас яких збільшили до 70 од.) Також встановили радар протиповітряної оборони. У 1943 зняли ще одну гарматну установку, замість неї змонтували дві 57-мм швидкострільні артилерійські установки QF 6 «Гочкіс».

## Історія

### Довоєнний час
Після введення до строю, «Антілоуп» разом з іншими есмінцями типу «A» та лідером «Кодрінгтон» увійшли до 3-ї флотилії есмінців, що проходила службу на Середземному морі. Під час Громадянської війни в Іспанії патрулював узбережжя цієї країни, однак постраждав унаслідок зіткнення з ескадреними міноносцями «Ектів» та «Ворчестер». По завершенню ремонту повернувся до Великої Британії до військово-морської базу в Портсмуті.

### 1939—1940 рр.
На початок Другої світової війни, корабель перебував у складі 18-ї флотилії есмінців, і ніс службу у Ла-Манші, виконуючи завдання з ескорту конвоїв та патрулювання прибережних вод. 6 вересня він супроводжував разом з есмінцями «Кемпенфельт», «Акаста», «Адент» та «Амазон» британський авіаносець «Гермес». Надалі з вересня 1939 по лютий 1940 року виконував охоронні функції на підступах до Британських островів у так званому Командуванні Південно-західних підходів.
5 лютого 1940 року під час ескорту конвою OA 84 потопив глибинними бомбами південніше узбережжя Ірландії німецький підводний човен U-41 в районі з координатами 49.20N, 10.04W, який атакував британський конвой суден та торпедував вантажне судно «Beaverburn» і танкер «Ceronia».
У квітні переведений до Флоту Метрополії й згодом залучений до протидії нацистській агресії проти Норвегії. 19 квітня супроводжував до Скапа-Флоу пошкоджений у боях під Намсусом німецькою авіацією французький крейсер «Еміль Бертен». 30 квітня з есмінцями «Акерон» та «Бігл» ескортував авіаносець «Глоріос» до ударного авіаносного угруповання поблизу Норвегії.
З травня по червень 1940 року у складі угруповання британського флоту біля Норвегії. З 8 червня брав участь в евакуації союзних військ зі Скандинавії. 13 числа під час походу в супроводі авіаносця «Арк Роял» для атаки Тронгейму внаслідок зіткнення з есмінцем «Електра» зазнав серйозних пошкоджень. Прибув на ремонт до Тайнсайду.
У серпні 1940 року есмінець повернувся до строю та вже 10 серпня з «Акейтіз» та «Форчун» взяв участь у рятуванні вцілілих з потопленого німецькою субмариною U-56 допоміжного крейсера RMS «Трансільванія».
20 серпня з іншими есмінцями перейшов до 16-ї флотилії есмінців, що забезпечувала охорону східного узбережжя Англії, базуючись на військово-морську базу в Гаріджі.
30 серпня приєднався до сил, що забезпечували висадку французького морського десанту в Дакарі під час операції «Менейс». З 1 жовтня супроводжував уражений торпедою німецького підводного човна U-32 легкий крейсер «Фіджі» до Ферт-оф-Клайда.
Восени 1940 року ніс конвойну та патрульну службу біля Британських островів. 2 листопада 1940 року під час ескортування конвою OB-237 потопив глибинними бомбами німецьку субмарину U-31 в районі з координатами 56,26N, 10,18W. 44 члени екіпажу підводного човна були врятовані британцями. Однак унаслідок зіткнення з іншим кораблем був поставлений на ремонт.

### 1941
З січня 1941 року есмінець «Антілоуп» залучався до супроводження конвоїв в Атлантичному океані; 29 січня активно протидіяв атаці німецьких підводних човнів U-93, U-94 та U-106, що намагалися знищити транспортні судна конвою.
Надалі виконував завдання з охорони та конвоювання транспортних конвоїв. 23 травня 1941 року включений до складу сил, які очолювали лінійний крейсер «Худ» та лінкор «Принц Уельський», котрі вийшли на перехоплення німецького лінкору «Бісмарк» та крейсеру «Принц Ойген» на атлантичних шляхах. Після знищення німецькими моряками «Худа» у бою в Данській протоці брав участь у рятуванні вцілілих та згодом супроводжував авіаносець «Вікторіос» на базу.
Літом 1941 року продовжував виконання завдань з протичовнової оборони підступів до Британських островів. 7 липня ескортував пошкоджений есмінець «Акейтіз» з Ісландії до Великої Британії. 29 липня забезпечував висадку британських командос на Шпіцберген.
15 серпня з есмінцями провадив ескорт зі Скапа-Флоу до Клайду, що вийшов для окупації Азорських островів, але в останній момент операція була скасована.
З 19 серпня з есмінцями «Тартар», «Ікарус», «Ентоні» та «Екліпс» забезпечував охорону крейсерів «Аврора» та «Найджеріа» з лайнером RMS «Імператриця Австралії», що вийшли з десантом на захоплення Шпіцбергену.
З восени 1941 року виконував завдання з охорони арктичних конвоїв до Радянської Росії; 29 вересня супроводжував конвої PQ 1 з Ісландії до Архангельська.

### 1942
З грудня 1941 року есмінець перебував на ремонті, після завершення якого у лютому 1942 року увійшов до складу 23-ї ескортної групи, котра базувалася на Гріноку. У березні супроводжував з ескадреними міноносцями «Ньюпорт», «Бедсворт», «Кеппель», «Лімінгтон», «Волонтер», «Боудісіа», «Рокінгам» конвої у прибережній зоні. 27 березня переведений до Гібралтару.
«Антілоуп» вийшов у квітні з бази на Гібралтарі, супроводжуючи американський авіаносець «Восп» у ході операції «Календа», який доставляв винищувачі «Спітфайр» до обложеної Мальти. Згодом ескортував авіаносці «Ігл» та «Восп», що мали доставити 61 винищувач у ході операції «LB» на Мальту.
У червні 1942 есмінець брав участь у супроводі транспортного конвою в операції «Гарпун». Після пошкодження італійськими торпедоносцями крейсеру «Ліверпуль», «Антілоуп» разом з «Весткотт» буксував його до Гібралтару.
20 червня вийшов з Гібралтару разом з «Вішарт», «Бігл», «Волверін» і «Відет» для супроводу конвою WS 20 до Фрітауна. 15 липня 1942 року ескортував з «Весткотт», «Ресле», «Вансітарт» і «Ітуріель» авіаносець «Ігл» та крейсери «Каїр» та «Карібдіс» у ході поставляння військових літаків до Мальти.
10 серпня 1942 року увійшов до З'єднання Z, котре забезпечувало прорив авіаносної ударної групи з авіаносців «Вікторіос», «Індомітебл» та «Ігл» у конвої WS 12 крізь Сицилійські протоки до обложеної Мальти.
Надалі корабель базувався на військово-морських базах у Західній Африці, а в листопаді 1942 року взяв участь у висадці морського десанту на узбережжя Французької Західної Африки.

### 1943
30 січня 1943 року «Антілоуп» у взаємодії з канадським корветом «Порт-Артур» потопили італійський підводний човен «Трітоне». 13 березня 1943 есмінець був у складі конвою, коли інший італійський підводний човен «Леонардо да Вінчі» потопив лайнер RMS «Імператриця Канади».
У травні 1943 виділений для забезпечення морської блокади мису Бон, з метою запобігання евакуації німецько-італійських військ з Французького Тунісі; по завершенню операції «Ретрібьюшн» повернувся до Гібралтару.
26 травня з есмінцями «Каттерік» та «Фоксхаунд» супроводжував конвой WS30/KMF15 через Атлантику.
У липні 1943 року корабель брав участь у підтримці висадки морського десанту на Сицилію. З серпня до грудня продовжував несення служби в акваторії Середземного моря. 6 вересня здійснив невдалу спробу потопити німецький підводний човен U-617 поблизу мису Європа, що торпедував та потопив британський ескортний міноносець «Пакерідж».

### 1944
З січня до липня 1944 перебував на Гібралтарській військово-морській базі, проте, через поганий технічний стан, практично не виходив у море. У серпні 1944 року перейшов до Портсмуту, звідси до Тайну та наказом Адміралтейства був визначений на утилізацію.
У 1945 році есмінець виведений до резерву й згодом був виключений зі списків ВМС Великої Британії та проданий на злам компанії BISCO, для розбирання Hughes Bolckow у Блайт, куди він прибув 26 січня 1946 року.

## Командири корабля
| № | В/звання | Ім'я                          | Період                           |
| - | -------- | ----------------------------- | -------------------------------- |
| 1 | Lt.Cdr.  | Річард Тейлор Вайт            | 24 вересня 1938 — 26 лютого 1941 |
| 2 | Lt.Cdr.  | Роджер Бертрам Неттлетон Гікс | 26 лютого — серпень 1941         |
| 3 | Lt.Cdr.  | Еррол Норман Сінклер          | Серпень 1941 — 4 жовтня 1943     |
| 4 | Capt.    | Джеймс Гордон Гульд           | 4 жовтня 1943 — кінець 1944      |